# Azet.sk
Azet.sk – portal internetowy funkcjonujący na Słowacji, należący do Ringier Axel Springer Slovakia.
Do 31 maja 2016 portal prowadziło przedsiębiorstwo Azet.sk a. z. z siedzibą w Żylinie, które przestało istnieć w wyniku połączenia z Ringier Axel Springer Slovakia. Pod administracją portalu Azet.sk znajdują się 23 usługi internetowe.
Portal powstał w 1997 r. jako Zoznamka.sk. W dni robocze z usług portalu korzysta średnio ok. 550 tys. realnych użytkowników. W rankingu Alexa był notowany globalnie na miejscu: 6786 (grudzień 2020), na Słowacji: 18 (grudzień 2020).